# 축구의 원클럽맨 목록
다음은 축구 종목에서 선수 경력을 한 클럽에서만 마친 원클럽맨 선수 목록이다.

## 개요
스포츠 종목에서는 선수들이 자신의 프로 경력 도중 타구단으로부터 더 좋은 제의를 받은 경우 소속 구단을 옮기는 이적이 일반화되어 있으며 특히 축구의 경우 승강제의 영향으로 선수들이 소속 구단이 승격 또는 강등되면서 다른 구단으로 이적하는 경우가 많이 발생하며, 더 많은 출전 기회를 얻고자 다른 클럽으로 임대를 떠나기도 한다. 하지만 프로 데뷔 이후 은퇴할 때까지 줄곧 한 구단에서만 활약하는 선수들도 존재하며, 이러한 선수들을 일컬어 원클럽맨(One-club man)이라고 한다. 구단을 클럽이라고 지칭하는 축구와 럭비 종목에서 일반화된 표현이지만 대한민국에서는 농구, 야구 등의 대부분의 팀스포츠 종목에서 자주 사용된다.

## 명단
소속팀 및 활동 기간은 프로 데뷔 이후로 한정하며, 임대의 경우 다른 클럽에서 활약한 것으로 규정한다. 또한 범위는 선수 경력 중 적어도 10년 이상을 한 클럽에서 활약한 경우로 한정한다.

## 축구

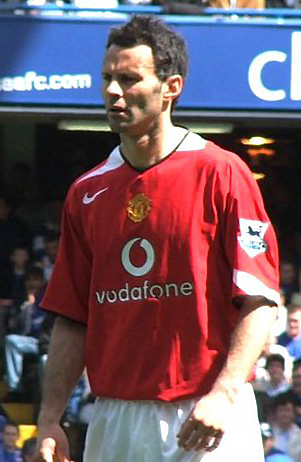
맨체스터 유나이티드의 미드필더였던 라이언 긱스는 24시즌 동안 963경기에 출전했다. 긱스는 22시즌 연속으로 프리미어리그에서 활약한 단 두 명의 선수 중 한 명이며,(나머지 한 명은 제임스 밀너.) 21시즌 연속으로 프리미어리그에서 득점한 유일한 선수이기도 하다. 긱스는 맨체스터 유나이티드 소속으로 34개의 트로피를 획득하였다.
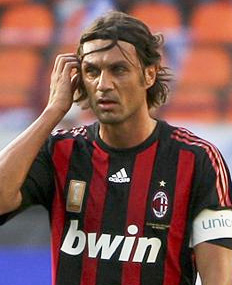
AC 밀란의 전 주장 파올로 말디니는 25시즌이 넘는 기간동안 리그 647경기를 포함한 전체 902경기에 출전하였다. 말디니는 밀란에서 26개의 트로피를 들어올렸으며, 세리에 A에서 두 번째로 많은 경기를 출전하였다.
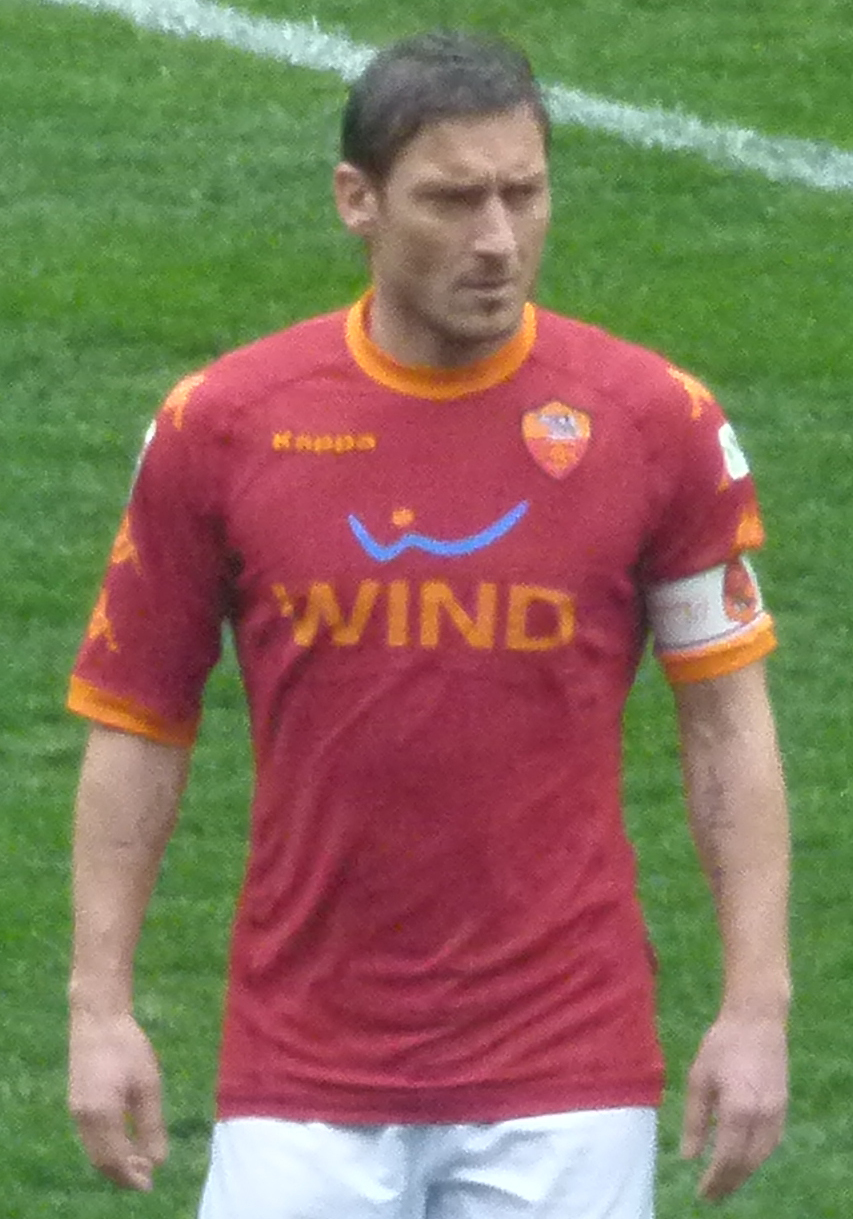
전 로마 주장 프란체스코 토티는 25시즌 동안 로마에서 786경기에 출전해 307골을 기록하였다. 그는 세리에 A 역사상 두 번째로 많은 득점을 올린 선수이다.
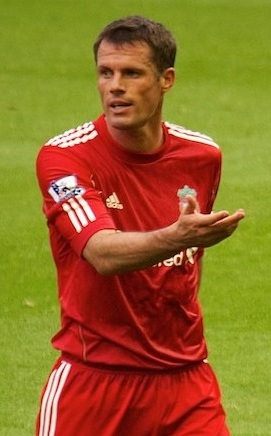
리버풀의 전 부주장 제이미 캐러거는 16시즌 동안 737경기에 출전했다. 그는 리버풀에서 11개의 트로피를 들어올렸다.
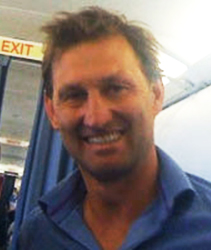
전 아스널 주장 토니 애덤스는 19시즌 동안 672경기에 출전했다. 애덤스는 20년이 넘는 기간동안 13개의 메이저 트로피를 거머쥐었다.
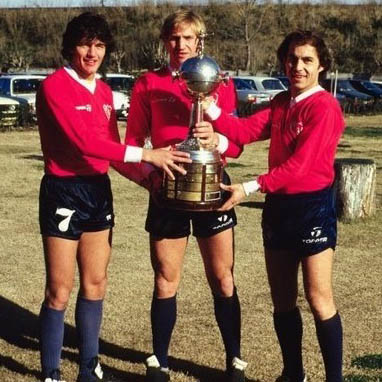
CA 인데펜디엔테의 미드필더 리카르도 보치니 (오른쪽)는 19시즌 동안 630경기 이상 출전했다. 그는 클럽에서 5개의 코파 리베르타도레스 우승컵을 포함해 총 14개의 트로피를 들어올렸다.
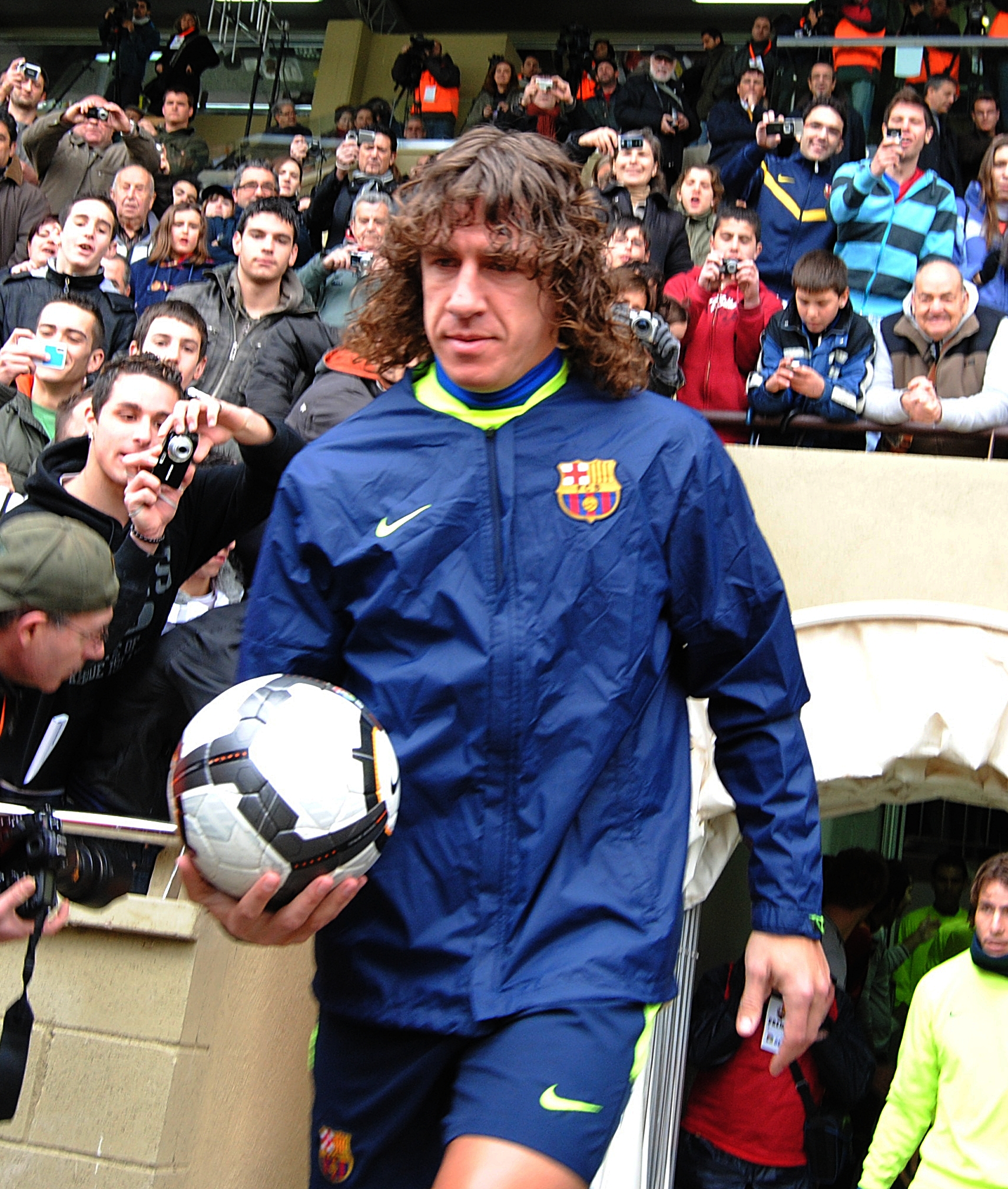
바르셀로나의 전 주장 카를레스 푸욜은 15시즌 동안 593경기에 출전했다. 푸욜은 바르셀로나에서 21개의 트로피를 들어올렸으며, 2008-2009 시즌에는 주장으로 활약하며 6관왕을 달성하였다.
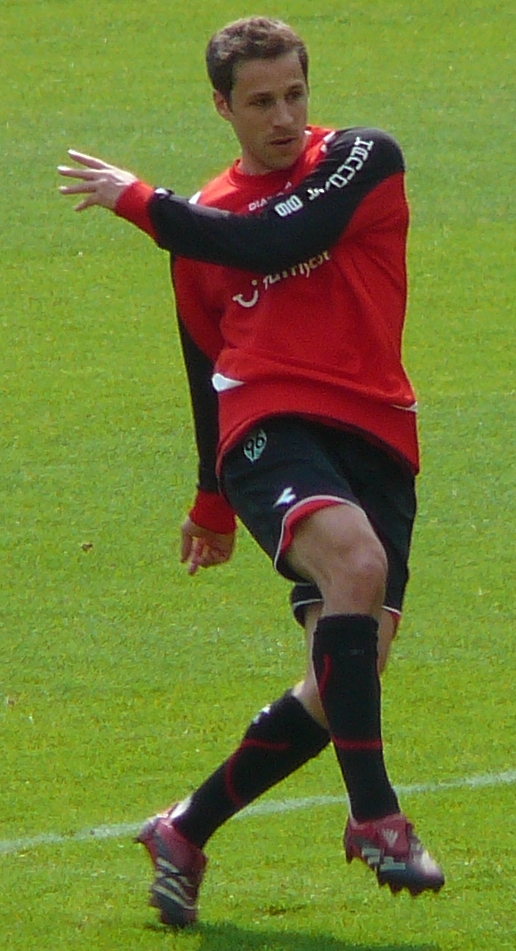
하노버 96의 전 수비수 스티븐 체룬돌로는 16시즌 동안 400경기 이상 출전하였다.
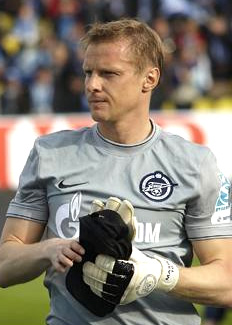
제니트의 전 골키퍼 뱌체슬라프 말라페예프는 17시즌 동안 400경기 이상 활약하였다.
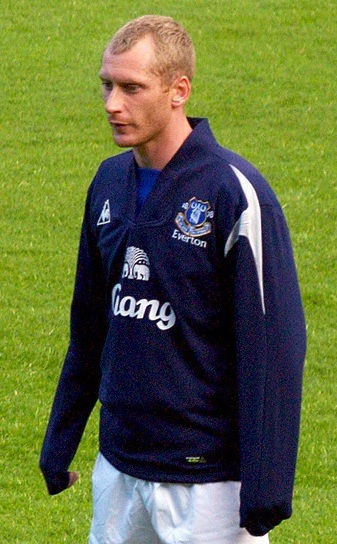
에버턴의 전 수비수 토니 히버트는 16시즌 동안 329경기에 출전하였다.

### 남자

#### 은퇴 선수
| 이름                       | 국적           | 소속팀                     | 데뷔년도 | 은퇴년도 | 통산년도 | 통산 리그 출장수 |
| -------------------------- | -------------- | -------------------------- | -------- | -------- | -------- | ---------------- |
| 산티아고 베르나베우 예스테 | 스페인         | 레알 마드리드 CF           | 1909년   | 1927년   | 16년     | 689경기          |
| 푸크 판 헤일               | 네덜란드       | 페예노르트                 | 1923년   | 1940년   | 17년     | 322경기          |
| 프레기뉴                   | 브라질         | 플루미넨시 FC              | 1925년   | 1938년   | 12년     |                  |
| 프리츠 슈체판              | 독일           | FC 샬케 04                 | 1930년   | 1950년   | 20년     |                  |
| 샤로시 죄르지              | 헝가리         | 페렌츠바로시 TC            | 1931년   | 1948년   | 17년     |                  |
| 프리츠 발터                | 독일           | 1. FC 카이저슬라우테른     | 1937년   | 1959년   | 22년     |                  |
| 빌리 라이트                | 잉글랜드       | 울버햄프턴 원더러스 FC     | 1939년   | 1959년   | 20년     | 490경기          |
| 수서 페렌츠                | 헝가리         | 우이페슈트 FC              | 1941년   | 1960년   | 19년     | 462경기          |
| 잠피에로 보니페르티        | 이탈리아       | 유벤투스 FC                | 1946년   | 1961년   | 15년     | 444경기          |
| 니우통 산투스              | 브라질         | 보타포구 FR                | 1948년   | 1964년   | 16년     | 718경기          |
| 레프 야신                  | 소련           | FC 디나모 모스크바         | 1949년   | 1971년   | 22년     | 326경기          |
| 발렌틴 이바노프            | 소련           | FC 토르페도 모스크바       | 1952년   | 1966년   | 14년     | 286경기          |
| 안토니오 라틴              | 아르헨티나     | 보카 주니어스              | 1956년   | 1970년   | 14년     | 352경기          |
| 얼베르트 플로리안          | 헝가리         | 페렌츠바로시 TC            | 1958년   | 1974년   | 16년     | 339경기          |
| 자친토 파케티              | 이탈리아       | FC 인테르나치오날레 밀라노 | 1960년   | 1978년   | 18년     | 476경기          |
| 산드로 마촐라              | 이탈리아       | FC 인테르나치오날레 밀라노 | 1961년   | 1977년   | 16년     | 417경기          |
| 아나톨리 비쇼베츠          | 소련           | FC 디나모 키예프           | 1963년   | 1973년   | 10년     | 139경기          |
| 볼프강 오베라트            | 서독           | 1. FC 쾰른                 | 1963년   | 1977년   | 15년     |                  |
| 아나톨리 바니솁스키        | 소련           | 네프치 바쿠                | 1963년   | 1978년   | 15년     | 288경기          |
| 요르고스 쿠다스            | 그리스         | PAOK FC                    | 1963년   | 1984년   | 21년     | 504경기          |
| 요하네스 본프레러          | 네덜란드       | MVV 마스트리흐트           | 1963년   | 1985년   | 22년     | 335경기          |
| 베르티 포크츠              | 서독           | 보루시아 묀헨글라트바흐    | 1965년   | 1979년   | 14년     |                  |
| 제프 마이어                | 서독           | FC 바이에른 뮌헨           | 1965년   | 1980년   | 15년     | 442경기          |
| 헤르베르트 비머            | 서독           | 보루시아 묀헨글라트바흐    | 1966년   | 1978년   | 12년     |                  |
| 한스게오르크 슈바르첸베크  | 서독           | FC 바이에른 뮌헨           | 1966년   | 1979년   | 13년     |                  |
| 프란츠 로트                | 서독           | FC 바이에른 뮌헨           | 1966년   | 1981년   | 15년     |                  |
| 가마모토 구니시게          | 일본           | 세레소 오사카              | 1967년   | 1984년   | 17년     | 251경기          |
| 소티리스 카이아파스        | 키프로스       | AC 오모니아                | 1967년   | 1984년   | 17년     | 388경기          |
| 마누엘 페예그리니          | 칠레           | 우니베르시다드 데 칠레     | 1973년   | 1986년   | 13년     | 451경기          |
| 알렉산드르 치바제          | 소련           | FC 디나모 트빌리시         | 1974년   | 1987년   | 13년     | 324경기          |
| 클라우스 아우겐탈러        | 독일           | FC 바이에른 뮌헨           | 1975년   | 1991년   | 16년     | 404경기          |
| 마제드 압둘라              | 사우디아라비아 | 알나스르                   | 1975년   | 1998년   | 23년     | 455경기          |
| 톤 뒤 샤티니에             | 네덜란드       | FC 위트레흐트              | 1977년   | 1987년   | 10년     | 235경기          |
| 프란코 바레시              | 이탈리아       | AC 밀란                    | 1977년   | 1997년   | 20년     | 531경기          |
| 토마스 샤프                | 독일           | SV 베르더 브레멘           | 1978년   | 1995년   | 17년     | 281경기          |
| 브란코 이반코비치          | 유고슬라비아   | NK 바라주딘                | 1979년   | 1990년   | 12년     | 263경기          |
| 프레드 뤼턴                | 네덜란드       | FC 트벤터                  | 1979년   | 1992년   | 13년     |                  |
| 스텔리오스 마놀라스        | 그리스         | AEK 아테네 FC              | 1979년   | 1998년   | 19년     | 448경기          |
| 주세페 베르고미            | 이탈리아       | FC 인테르나치오날레 밀라노 | 1979년   | 1999년   | 20년     | 519경기          |
| 오카다 다케시              | 일본           | 제프 유나이티드            | 1980년   | 1990년   | 10년     |                  |
| 미하엘 초어크              | 독일           | 보루시아 도르트문트        | 1981년   | 1998년   | 17년     | 463경기          |
| 아드난 알탈리아니          | 아랍에미리트   | 알샤브                     | 1981년   | 2000년   | 20년     | 232경기          |
| 김풍주                     | 대한민국       | 부산 아이파크              | 1983년   | 1996년   | 14년     | 159경기          |
| 마누엘 산치스 온티유엘로   | 스페인         | 레알 마드리드 CF           | 1983년   | 2001년   | 18년     | 524경기          |
| 토니 애덤스                | 잉글랜드       | 아스널 FC                  | 1983년   | 2002년   | 19년     | 504경기          |
| 디터 아일츠                | 독일           | SV 베르더 브레멘           | 1985년   | 2002년   | 17년     | 390경기          |
| 파올로 말디니              | 이탈리아       | AC 밀란                    | 1985년   | 2009년   | 24년     | 647경기          |
| 유동관                     | 대한민국       | 포항 스틸러스              | 1986년   | 1995년   | 10년     | 192경기          |
| 공문배                     | 대한민국       | 포항 스틸러스              | 1987년   | 1998년   | 12년     | 268경기          |
| 프란시스코 호세 카마라사   | 스페인         | 발렌시아 CF                | 1987년   | 2000년   | 13년     | 267경기          |
| 뷜렌트 코르크마즈          | 터키           | 갈라타사라이 SK            | 1987년   | 2005년   | 18년     | 630경기          |
| 마르코 보데                | 독일           | SV 베르더 브레멘           | 1989년   | 2002년   | 13년     | 379경기          |
| 이영상                     | 대한민국       | 포항 스틸러스              | 1990년   | 1999년   | 10년     | 236경기          |
| 위르겐 클로프              | 독일           | 1. FSV 마인츠 05           | 1990년   | 2001년   | 11년     | 325경기          |
| 라이언 긱스                | 웨일스         | 맨체스터 유나이티드 FC     | 1990년   | 2014년   | 24년     | 672경기          |
| 박태하                     | 대한민국       | 포항 스틸러스              | 1991년   | 2001년   | 11년     | 191경기          |
| 모리시마 히로아키          | 일본           | 세레소 오사카              | 1991년   | 2008년   | 18년     | 425경기          |
| 훌렌 게레로                | 스페인         | 아틀레틱 빌바오            | 1992년   | 2006년   | 14년     | 372경기          |
| 게리 네빌                  | 잉글랜드       | 맨체스터 유나이티드 FC     | 1992년   | 2011년   | 19년     | 400경기          |
| 마르쿠스                   | 브라질         | SE 파우메이라스            | 1992년   | 2011년   | 19년     | 532경기          |
| 라르스 리켄                | 독일           | 보루시아 도르트문트        | 1993년   | 2007년   | 14년     | 301경기          |
| 나와프 알테미아트          | 사우디아라비아 | 알힐랄                     | 1993년   | 2008년   | 15년     |                  |
| 리샤오펑                   | 중화인민공화국 | 산둥 루넝 타이산           | 1994년   | 2005년   | 12년     | 217경기          |
| 야니스 구마스              | 그리스         | 파나티나이코스 FC          | 1994년   | 2009년   | 15년     | 277경기          |
| 폴 스콜스                  | 잉글랜드       | 맨체스터 유나이티드 FC     | 1994년   | 2013년   | 19년     | 493경기          |
| 마리노스 사치아스          | 키프로스       | 아포엘 FC                  | 1995년   | 2014년   | 19년     |                  |
| 김진우                     | 대한민국       | 수원 삼성 블루윙즈         | 1996년   | 2007년   | 12년     | 205경기          |
| 최진철                     | 대한민국       | 전북 현대 모터스           | 1996년   | 2007년   | 12년     | 241경기          |
| 제이미 캐러거              | 잉글랜드       | 리버풀 FC                  | 1996년   | 2013년   | 16년     | 508경기          |
| 미켈 아란부루              | 스페인         | 레알 소시에다드            | 1997년   | 2012년   | 15년     | 402경기          |
| 가오야오                   | 중화인민공화국 | 산둥 루넝 타이산           | 1998년   | 2009년   | 11년     | 150경기          |
| 레들리 킹                  | 잉글랜드       | 토트넘 홋스퍼 FC           | 1998년   | 2012년   | 14년     | 251경기          |
| 스티븐 체룬돌로            | 미국           | 하노버 96                  | 1999년   | 2014년   | 15년     | 370경기          |
| 카를레스 푸욜              | 스페인         | FC 바르셀로나              | 1999년   | 2014년   | 15년     | 392경기          |
| 프란체스코 토티            | 이탈리아       | AS로마                     | 1992년   | 2017년   | 25년     | 619경기          |
| 고요한                     | 대한민국       | FC 서울                    | 2004년   | 2023년   | 19년     | 354경기          |

#### 현역 선수
| 이름                  | 국적           | 소속팀                     | 데뷔년도 | 은퇴년도 | 통산년도 | 통산 리그 출장수 |
| --------------------- | -------------- | -------------------------- | -------- | -------- | -------- | ---------------- |
| 모토야마 마사시       | 일본           | 가시마 앤틀러스            | 1998년   |          | 16년     | 359경기          |
| 쉬윈룽                | 중화인민공화국 | 베이징 궈안                | 1998년   |          | 16년     |                  |
| 잔파올로 벨리니       | 이탈리아       | 아탈란타 BC                | 1998년   |          | 16년     | 292경기          |
| 뱌체슬라프 말라페예프 | 러시아         | FC 제니트 상트페테르부르크 | 1999년   |          | 15년     | 325경기          |
| 자오쥔저              | 중화인민공화국 | 랴오닝 훙윈                | 1999년   |          | 15년     |                  |
| 하마드 알몬타샤리     | 사우디아라비아 | 이티하드 FC                | 2001년   |          | 13년     |                  |
| 마르크 플라뉘         | 프랑스         | FC 지롱댕 드 보르도        | 2002년   |          | 12년     | 292경기          |
| 사브리 사르올루       | 터키           | 갈라타사라이 SK            | 2002년   |          | 13년     | 303경기          |
| 나카무라 겐고         | 일본           | 가와사키 프론탈레          | 2003년   |          | 11년     | 325경기          |
| 사비 프리에토         | 스페인         | 레알 소시에다드            | 2003년   |          | 11년     | 232경기          |
| 이고리 아킨페예프     | 러시아         | PFC CSKA 모스크바          | 2003년   |          | 11년     | 294경기          |
| 프란체스코 피사노     | 이탈리아       | 칼리아리 칼초              | 2004년   |          | 15년     | 144경기          |
| 토마스 뮐러           | 독일           | FC 바이에른 뮌헨           | 2008년   |          | 11년     | 302경기          |
|                       |                |                            |          |          |          |                  |

### 여자

#### 은퇴 선수
| 이름        | 국적     | 소속팀         | 데뷔년도 | 은퇴년도 | 통산년도 | 통산 리그 출장수 |
| ----------- | -------- | -------------- | -------- | -------- | -------- | ---------------- |
| 오타케 나미 | 일본     | 닛폰 TV 벨레자 | 1989년   | 2001년   | 12년     |                  |
| 나카치 마이 | 일본     | 닛폰 TV 벨레자 | 1997년   | 2010년   | 13년     |                  |
| 전민경      | 대한민국 | 이천 대교      | 2004년   | 2017년   | 13년     |                  |

## 참고 자료
- '위대한 전설' K리그 원클럽맨의 모든 것